# Flaga Demokratycznej Republiki Konga
Flaga Demokratycznej Republiki Konga została oficjalną flagą państwa 20 lutego 2006. Nowa konstytucja DR Konga, z grudnia 2005, roku przywróciła flagę z lat 1963–1971 z kilkoma drobnymi zmianami (zmiana tła z granatowego na błękitne, pomniejszono gwiazdę oraz zwiększono grubość dwóch żółtych pasów w środku flagi). Kolor niebieski symbolizuje chęć pokoju w państwie, kolor czerwony pokazuje, że wiele osób zginęło w walkach o niepodległość kraju, natomiast żółty jest symbolem nadejścia świetlanej przyszłości.

## Historyczne warianty flagi
Poprzednia flaga została przyjęta w 1997 roku. Była podobna do flagi niepodległościowej z lat 1960–1963. Sześć gwiazd symbolizowało sześć prowincji państwa, a największa gwiazda była symbolem stolicy państwa, którą jest nadal Kinszasa. Pierwsza flaga państwa (z lat 1877–1908 oraz z lat 1908–1960) była używana przez króla Leopolda II Belgijskiego oraz została dla niego zaprojektowana przez Henriego Mortona Stanleya i była symbolem światłości. Flaga Zairu (1971–1997) stworzona była w ramach prób reafrykanizacji narodu przez Mobutu i używana była oficjalnie aż do obalenia Mobutu w 1997.

### Sztandary osób rządzących

Sztandar gubernatora generalnego Konga Belgijskiego z lat 1936–1960
Sztandar prezydenta Zairu

### Flagi państwowe

Flaga Wolnego Państwa Kongijskiego (1877–1908) i Konga Belgijskiego (1908–1960)
Flaga państwa z lat 1960–1963
Flaga państwa z lat 1966–1971
Flaga Zairu 1971–1997
Flaga państwa w latach 1997–2003
Flaga państwa z lat 2003–2006